# 田中真理
田中 真理（たなか まり、1951年〈昭和26年〉8月1日 - ）は、日本の女優。東京都目黒区出身。初期には田中マリ名義で活動していた時期がある。身長166cm（1975年7月）。

## 来歴・人物
実家は目黒区内の薬局。父親の高橋宇一朗は秋田県横手市の崇念寺住職・高橋義雄とロシア人妻の二男。ヴィクトル・スタルヒンの後妻の高橋久仁恵は伯母。中学2年生の時に「劇団こじか」に入団。
高校在学中の1967年、スカウトされて日活に入社。1969年、田中マリの名で『女番長 仁義破り』にて映画デビュー。最初の契約は1年間だったということで、契約切れの後は日活を離れたが、高校卒業後、日活と再契約して田中真理となり、テレビにも進出。当時人気の高かったバレーボールを題材にしたスポ根ドラマ「サインはV」で、主人公の宿敵チーム「レインボー」の選手として出演、その後東京12チャンネルの『ワン・ツウ アタック!』、『レッツ・ゴー・ミュンヘン!』に出演した。
日活がロマンポルノへと路線を転向した1971年、『セックス・ライダー 濡れたハイウェイ』（蔵原惟二監督）でポルノ映画の主役を飾る。白川和子、片桐夕子に次ぐ「ロマンポルノの星」として売り出され、初期ロマンポルノを代表するスターへと成長する。
しかし、ロマンポルノ出演2作目の『ラブ・ハンター 恋の狩人』（山口清一郎監督）が、上映最終日の1972年1月28日、同時上映の2作品とともに猥褻図画として警視庁に摘発される。また同年4月公開の主演作『愛のぬくもり』（近藤幸彦監督）も、公開期間中の1972年4月28日に摘発を受けた。関係者の一人として田中も厳しい取調べを受けるが、出演作がたて続けに摘発されたことから「警視庁のアイドル」という別称をうけた。その後のいわゆる「日活ロマンポルノ裁判」の過程で、田中は「エロスの女闘士」として反体制の象徴のような存在となっていく。1972年、ポルノ女優で初めて企業の広告に起用される（ホテル阪神チェーンのポスター）。
翌1973年に出演した山口清一郎監督の『恋の狩人 欲望』が、係争中の事件をなぞるような作品であったため、会社側は過敏に反応。次回作としてクランクイン直前であった『恋の狩人 淫殺』は製作中止となった。その後、田中は退社、山口は解雇となった。田中の日活ロマンポルノでの実質的な活動期間は1年半ほどの短いものであった。
しばしのブランクの後、1977年には「同志」山口清一郎監督のATG作品『北村透谷 わが冬の歌』に出演。テレビ出演も増え、NHKのドラマ『愛の二章 水の女』で主役を演じ、『Gメン75』の第1話へゲスト出演など民放ドラマにも多く出演、本格派女優への脱皮を図ったが、1980年代初頭を最後に芸能活動から離れている。
1981年に照明マンだった幼なじみの夫と結婚し、1女をもうけた。父親が経営していた「田中薬局」を継ぎ、子育てに励んだ。
娘に手がかからなくなると介護ヘルパーの仕事を始めたが、腰椎すべり症のため仕事を辞めて、今は2人の孫にも囲まれて悠々自適の生活を送っている。
「日活ロマンポルノ裁判」は、1978年6月23日、東京地方裁判所が無罪判決を下すも、検察側が控訴。1980年7月18日、東京高等裁判所により再び無罪判決が下され、検察は上告を断念した。

## 出演作品

### 映画
- 女番長 仁義破り （1969年 日活）
- 皆殺しのスキャット (1970年、大映)
- 蜘蛛の湯女 （1971年 大映）
- セックス・ライダー 濡れたハイウェイ （1971年 日活）
- ラブ・ハンター 恋の狩人 （1972年 日活）
- しなやかな獣たち （1972年 日活）
- ラブハンター 熱い肌 （1972年 日活）
- 愛のぬくもり （1972年 日活）
- 雨のヘッドライト （1972年 日活）
- おんな天国 子だね貰います （1972年 日活）
- 夜汽車の女 （1972年 日活）
- 好色家族 狐と狸 （1972年 日活）
- 女子学生 セクシー・ダイナマイト （1972年 日活）
- 妻三人 狂乱の夜 （1972年 日活）
- 官能教室 愛のテクニック （1972年 日活）
- 新・色暦大奥秘話 －やわ肌献上－ （1972年 日活）
- 戦国ロック 疾風の女たち （1972年 日活）
- 女子大生 SEX方程式 （1973年 日活）
- 実録白川和子 裸の履歴書 （1973年 日活）
- 女子大生SEX方程式 同棲 （1973年 日活）
- 恋の狩人 欲望 （1973年 日活）
- 北村透谷 わが冬の歌 （1977年 三映社 / ATG）

### テレビドラマ
- サインはV （1969年10月-1970年8月、TBS）第35話・第37話・第40話 〜 第45話 ※田中万里 名義
- キイハンター 第100話 「妖婆と宝石泥棒」 （1970年2月28日、TBS / 東映）- パトリシア ※田中万里 名義
- 江戸川乱歩シリーズ 明智小五郎 第19話「呪いの黄金仮面」（1970年8月15日、12ch / 東映） ※田中麻里 名義
- ワン・ツウ アタック! （1971年4月3日-6月26日、12ch / 東宝）- 小野静子
- レッツ・ゴー・ミュンヘン! （1971年7月3日-10月2日、12ch / 東宝）- 小野静子
- 時間ですよ第2シリーズ （1971年7月21日ー1972年3月15日、TBS）- ホステス
- 白い影 （1973年7月13日-10月12日、TBS） 第3話 〜 第5話・第9話 〜 第13話 - 花城純子
- Gメン'75（TBS / 東映）
  - 第1話「エアポート大捜査線」（1975年） - 朝倉節子
  - 第34話「警視庁の中のスパイ」（1976年） - セツコ
  - 第242話「美女たちの密室殺人」（1980年） - 木村エリコ
- 新幹線公安官 第2シリーズ 第15話「逃亡への死定券」（1978年7月10日、ANB / 東映） - 中西順子
- 特捜最前線（ANB / 東映）
  - 第72話「指名手配・再会した女!」（1978年）
  - 第132話 「殺意のフラメンコ!」 （1979年）
- ドラマ人間模様 愛の二章・水の女 （1978年8月27日、NHK）
- 桃太郎侍 第104話「月の出の母子唄」 （1978年10月8日、NTV / 東映）
- 太陽にほえろ! 第325話「波止場」（1978年、NTV / 東宝） - 中町よう子
- 孤独の賭け（1978年11月20日-1979年1月15日、12ch / 東映）- 倉沢時枝
- ライオン奥様劇場 / まどう （1979年1月8日-2月23日、CX） - マヤ
- 同心部屋御用帳 江戸の旋風IV 第25話「愛と復讐の罠」（1979年5月10日、CX / 東宝）- お夕
- 必殺仕事人 第3話「仕事人危うし! 暴くのは誰か?」 （1979年6月1日、ABC / 松竹）- お衣
- 日本名作怪談劇場 第13話「怪談 高野聖 白夜に浮かぶ魔性の女」（1979年9月12日、12ch / 歌舞伎座テレビ）
- 銭形平次 （CX / 東映）
  - 第707話 「青柳同心恋す」（1980年2月20日）- お涼
  - 第757話 「見かえり坂慕情」（1981年3月4日）- おしの
- ミラクルガール 第3話「アムステルダムに消えた美女」（1980年4月7日、12ch / 東映）- 大道寺由香
- 服部半蔵 影の軍団 第18話 瞳の中の殺人者」 （1980年7月28日、KTV / 東映) - お園
- 大空港 第62話「刑事は殺シで勝負する!? 名刑事と珍刑事の敵地侵入!」 （1979年11月26日、CX / 松竹）- 上村紀子
- 土曜ワイド劇場 （ANB）
  - 江戸川乱歩の黄金仮面II 桜の国の美女 （1980年4月12日）－浅沼由貴
  - 怪奇シリーズ第三夜恐怖の人喰い鱶 鱶女 （1980年8月9日）
- 斬り捨て御免! 第1シリーズ 第8話「魔性の女にひそむ業」（1980年5月28日、TX / 歌舞伎座テレビ）- うた
- 江差の女 （1980年9月29日-12月30日、THK）
- 柳生あばれ旅 第11話 「夜霧に情が燃えた-見附-」 （1980年12月23日、ANB / 東映）
- 加山雄三のブラック・ジャック 第2話「春一番」（1981年1月15日、ANB / 松竹）
- 銀河テレビ小説 復活 （1981年1月5日-1月30日、NHK）
- 江戸を斬るVI 第28話「おゆき誘拐・危機一髪」（1981年8月24日、TBS）- お仙

## ディスコグラフィー
- 白い風（1973年、キングレコード（BELLWOOD）、OF-18）
  - 作詞：小谷夏、作曲・編曲：小室等。ベルウッド・サウンド・オーケストラ「白い影のテーマ」のB面曲。

## 田中真理を題材とした作品
- 『R★P ロマンポルノ』てしろぎたかし、久麻當郎著、ICE。関係者や日活への取材をもとにした”実録”マンガ。[6]